# Resolutie 585 Veiligheidsraad Verenigde Naties
Resolutie 585 van de Veiligheidsraad van de Verenigde Naties werd op 13 juni 1986 unaniem
aangenomen.

## Achtergrond
Nadat in 1964 geweld was uitgebroken op Cyprus stationeerden de VN er de UNFICYP-vredesmacht, waarvan de missie sindsdien om het half jaar wordt verlengd.

## Inhoud
De Veiligheidsraad:
- Neemt nota van de rapporten van de secretaris-generaal over de VN-operatie in Cyprus.
- Bemerkt de aanbeveling van de secretaris-generaal om de missie van de macht met een periode van zes maanden te verlengen.
- Bemerkt ook het akkoord van de Cypriotische overheid voor het behoud van de macht na 15 juni 1986.
- Herbevestigt resolutie 186 (1964).

1. Verlengt de missie van de  VN-vredesmacht nogmaals met een verdere periode tot 15 december 1986.
2. Vraagt de secretaris-generaal zijn bemiddeling voort te zetten, de Veiligheidsraad op de hoogte te houden en tegen 30 november 1986 te rapporteren over de uitvoering van deze resolutie.
3. Roept alle betrokken partijen op om te blijven samenwerken met de macht.

## Verwante resoluties
- Resolutie 565 Veiligheidsraad Verenigde Naties (1985)
- Resolutie 578 Veiligheidsraad Verenigde Naties (1985)
- Resolutie 593 Veiligheidsraad Verenigde Naties
- Resolutie 597 Veiligheidsraad Verenigde Naties (1987)

Lijst ·  581 ·  582 ·  583 ·  584 ·  585 ·  586 ·  587 ·  588 ·  589 ·  590 ·  591 ·  592 ·  593